# Unia Sił Demokratycznych na rzecz Jedności
Unia Sił Demokratycznych na rzecz Jedności (fr.: Union des Forces Démocratiques pour le Rassemblement, UFDR) – grupa rebeliancka oraz organizacja polityczna działająca w Republice Środkowoafrykańskiej. Odegrała jedną ze znaczących ról podczas wojny domowej w tym kraju w latach 2004–2007, 2010, 2012–2013 i ponownie od 2013. Była jedną z głównych sił w przymierzu Séléka, w którym działała do września 2013. Obecnie przyjmuje formę organizacji politycznej złożonej z wojskowych, którzy walczyli po stronie Séléki.
24 marca 2013 lider Unii Sił Demokratycznych na rzecz Jedności Michel Djotodia wraz z grupą jego sojuszników dokonał zamachu stanu, odsunął od władzy rządzącego od 10 lat prezydenta François Bozizé i ogłosił się nowym przywódcą kraju. Urząd ten sprawował do momentu swojej dymisji 10 stycznia 2014.